# Sensor de aparcamiento

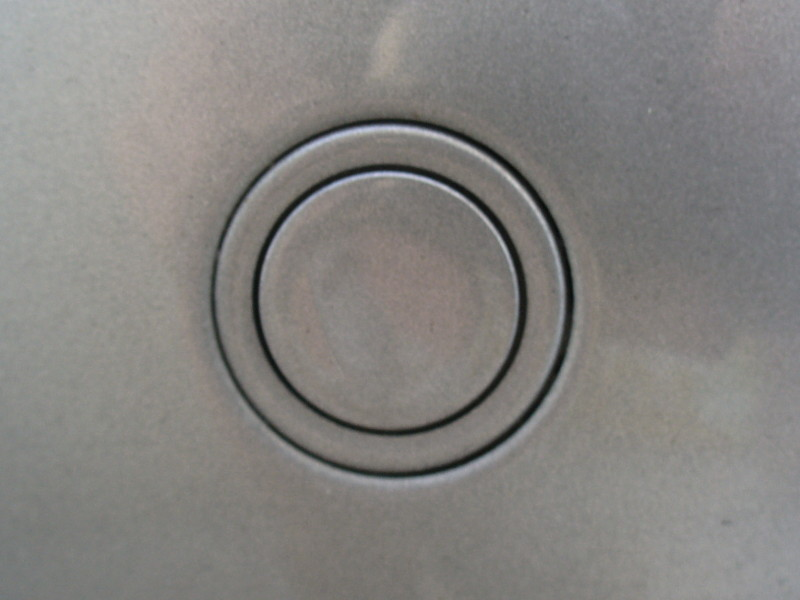
Sensor de aparcamiento ultrasónico

Los sensores de aparcamiento son sensores de proximidad por vehículos automóviles diseñados para alertar al conductor de los obstáculos mientras está aparcando. Estos sistemas pueden utilizar sensores electromagnéticos o ultrasónicos.

## Sistemas ultrasónicos

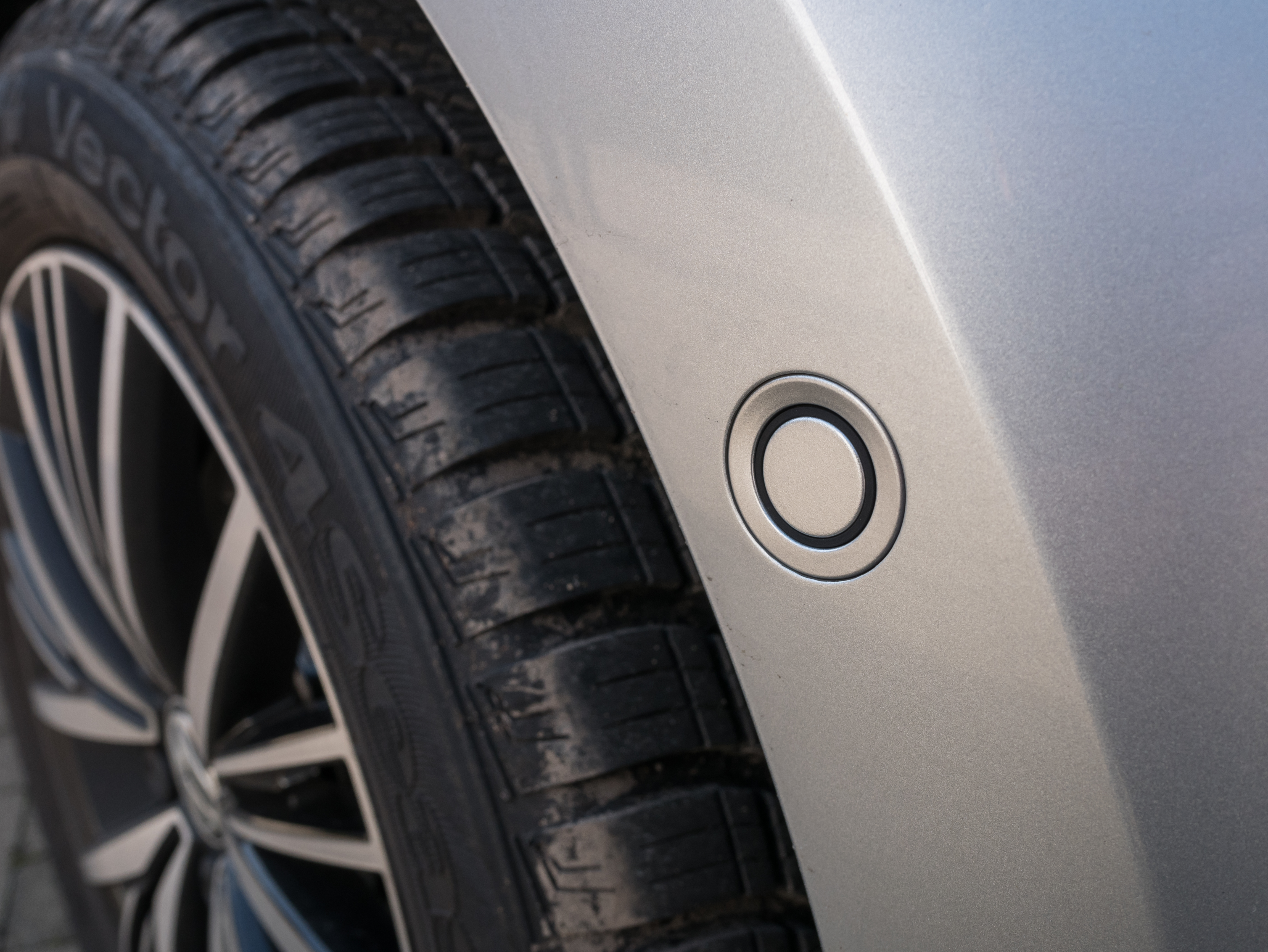
Sensor de aparcamiento en un parachoque

Estos sistemas incorporan sensores de proximidad ultrasónicos con el fin de medir las distancias a los objetos cercanos vía sensores que van situados en el parachoques frontal y el trasero o minimizados visualmente dentro de rincones o entradas.
Los sensores emiten impulsos acústicos, con una unidad de control que mide el intervalo de retorno de cada señal reflejada y calculando distancias de objeto. El sistema va advirtiendo al conductor con tonos acústicos, con una frecuencia que indica la distancia al objeto, con tonos más rápidos que indican mayor proximidad y un tono continuo que indica la distancia mínima predefinida. Los sistemas también pueden incluir ayudas visuales como pantallas LED o LCD para indicar la distancia al objeto. Un vehículo puede incluir un pictograma del vehículo en la pantalla de información del coche, con una representación de los objetos cercanos representados como bloques de colores
Los sensores traseros pueden ser activados cuando se selecciona la marcha atrás y desactivados tan pronto como cualquier otra marcha es seleccionada.

## Sistemas electromagnéticos
El sensor de aparcamiento electromagnético (EPS) fue reinventado y patentado en 1992 por Mauro Del Signore. Los sensores electromagnéticos se basan en que el vehículo se mueve lentamente y sin problemas hacia el objeto a evitar. Una vez detectado, el obstáculo, si el vehículo se detiene momentáneamente en su aproximación, el sensor sigue dando señal de presencia del obstáculo. Si el vehículo reanuda su maniobra, la señal de alarma se vuelve cada vez más rápida a medida que se acerca el obstáculo. Los sensores de aparcamiento electromagnéticos a menudo se venden como no necesitan hacer ningún agujero ofreciendo un diseño único que se monta discretamente en la cara interior del parachoques conservando el "aspecto de fábrica" del vehículo. Ahora también vienen equipados con una cámara conjuntamente con el sensor. En 2018 Estados Unidos exige copias de seguridad de la cámara a todos los coches.

## Monitores de punto ciego y otros
Monitores de punto ciego son una opción para la monitorización de los lados del vehículo. Puede incluir también "Alerta de tráfico", que avisa a los conductores que salen de la plaza de aparcamiento cuando el tráfico "" se acerca desde los lados.."

## Inventores
Ya en 1970 el inventor alemán Rainer Buchmann desarrolló sensores de aparcamiento. El 13 de diciembre de 1984 Massimo Ciccarello y Ruggero Lenci (véase Lista de inventores italianos) hizo en Italia la petición de patente para sensores ultrasónicos de aparcamiento, y 16 de noviembre de 1988 el Ministerio de Industria les concedió la Patente por invención industrial n. 1196650.